# Lacusa fuscofasciata
Lacusa fuscofasciata är en insektsart som först beskrevs av Stsl 1854.  Lacusa fuscofasciata ingår i släktet Lacusa och familjen Lophopidae. Inga underarter finns listade i Catalogue of Life.